# Silent Hill: Origins
Silent Hill: Origins (stylizováno jako Silent Hill: 0rigins) je survival horor z roku 2007, který vyvinulo Climax Studios a vydalo Konami. Hra byla vydána celosvětově koncem roku 2007 pro PlayStation Portable, počínaje začátkem listopadu ve Velké Británii. Port pro PlayStation 2 byl vydán na začátku roku 2008, počínaje březnem v Severní Americe. Hra Silent Hill: Origins, pátý díl série Silent Hill, je prequelem k první hře (1999).

## Příběh
Děj Silent Hill: Origins se odehrává ve stejnojmenném fiktivním americkém městečku v sérii a sleduje řidiče kamionu Travise Gradyho, který pátrá po informacích o dívce, kterou zachránil před požárem. Cestou odemyká své potlačené vzpomínky z dětství. Hra využívá pohled třetí osoby a podobně jako předchozí díly klade důraz na boj, průzkum a řešení hádanek.

## Vývoj a produkce
Hru Silent Hill: Origins vyvinula portsmouthská pobočka skupiny Climax Group, která se v té době jmenovala Climax Action. Byla převedena z losangeleské pobočky Climaxu, která ukončila činnost poté, co se potýkala s problémy s herním enginem a vizí hry; scénář, monstra a design úrovní byly přepracovány a aspekty atmosféry a hratelnosti Origins záměrně kopírovaly aspekty první hry Silent Hill.

## Vydání a ohlasy
Hra byla vydána celosvětově koncem roku 2007 pro PlayStation Portable, počínaje začátkem listopadu ve Velké Británii. Port pro PlayStation 2 byl vydán na začátku roku 2008, počínaje březnem v Severní Americe. Hra Silent Hill: Origins, pátý díl série Silent Hill, je prequelem k první hře (1999).
Silent Hill: Origins byl obecně hodnocen kladně, ačkoli někteří recenzenti psali, že se příliš drží vzorce série a nepřináší nic nového. Jeho port pro PlayStation 2 získal nižší souhrnné hodnocení, přičemž kritika směřovala k jeho vizuální stránce.